# Ледина (присілок)
Ледина (рос. Ледина) — присілок в Мантуровському районі Костромської області Російської Федерації.
Населення становить 8 осіб. Входить до складу муніципального утворення Леонтєвське сільське поселення.

## Історія
Від 1944 року населений пункт належить до Костромської області.
Від 2007 року входить до складу муніципального утворення Леонтьевское сельское поселение.

## Населення
1. Н/Д[2]